# La Tieule
La Tieule là một xã ở tỉnh Lozère trong vùng Occitanie, phía nam nước Pháp.